# Lyle Lovett
Lyle Lovett, nom amb què es coneix Lyle Pearce Lovett (Houston, Texas, 1 de novembre de 1957) és un cantant, compositor, actor i productor discogràfic estatunidenc. En actiu des de 1980, ha publicat 13 discos i 25 singles, d'entre els quals destaca "Cowboy Man", que va arribar a número 10 de la llista Hot Country Songs de la Billboard dels Estats Units, i "It's Not Big It's Large" (2007), que va assolir el número 2 a la llista de Top Country Albums, també de Billboard. Ha estat nominat a disset premis Grammy i n'ha guanyat quatre, incloent-hi el de millor interpretació masculina de country i millor àlbum de country.
Lovett va estar casat amb l'actriu Julia Roberts entre 1993 i 1995; es van conèixer en el rodatge de la pel·lícula El joc de Hollywood mentre ell hi treballava, i es van fugar per casar-se a Marion (Indiana) el 27 de juny, després de tres setmanes de relació. Es van divorciar 21 mesos més tard, tot i que van continuar sent amics.
És també un entusiasta dels cavalls, i participa en competicions de reining amb el seu cavall Smart and Shiney, un American Quarter. L'any 2018, Lovett va ser guardonat per la National Reining Horse Association amb el premi Lifetime Achievement en el seu Saló de la Fama.

## Discografia
| Any  | Títol                          | Discogràfica              | Notes                         |
| ---- | ------------------------------ | ------------------------- | ----------------------------- |
| 1986 | Lyle Lovett                    | Curb/MCA Records          |                               |
| 1988 | Pontiac                        | Curb/MCA Records          |                               |
| 1989 | Lyle Lovett and His Large Band | Curb/MCA Records          |                               |
| 1992 | Joshua Judges Ruth             | Curb/MCA Records          |                               |
| 1994 | I Love Everybody               | Curb/MCA Records          |                               |
| 1996 | The Road to Ensenada           | Curb/MCA Records          |                               |
| 1998 | Step Inside This House         | Curb/MCA Records          |                               |
| 1999 | Live in Texas                  | Curb/MCA Records          | àlbum en viu                  |
| 2000 | Dr. T & the Women              | MCA Records               | banda sonora de la pel·lícula |
| 2001 | Anthology, Vol. 1: Cowboy Man  | Curb/MCA Records          | àlbum recopilatori            |
| 2003 | Smile                          | Curb/MCA Records          | àlbum recopilatori            |
| 2003 | My Baby Don't Tolerate         | Curb/Lost Highway Records |                               |
| 2007 | It's Not Big It's Large        | Curb/Lost Highway Records |                               |
| 2009 | Natural Forces                 | Curb/Lost Highway Records |                               |
| 2012 | Release Me                     | Curb/Lost Highway Records |                               |

## Filmografia

### Actor
Lovett ha actuat en diverses pel·lícules, telefilms i sèries de televisió. L'any 2010 va fer de Balthazar en l'obra de teatre Much Ado About Nothing (Molt soroll per no res), al Shakespeare Center de Los Angeles.
| Any     | Títol                                                     | Personatge                 | Notes              |
| ------- | --------------------------------------------------------- | -------------------------- | ------------------ |
| 1983    | Bill: On His Own                                          | cantant a la platja        | telefilm           |
| 1992    | El joc de Hollywood (The Player)                          | detectiu DeLongpre         | pel·lícula         |
| 1993    | Vides encreuades (Short Cuts)                             | Andy Bitkower              | pel·lícula         |
| 1994    | Prêt-à-Porter                                             | Clint Lammeraux            | pel·lícula         |
| 1995    | Mad About You                                             | Lenny                      | sèrie de televisió |
| 1996    | Bastard Out of Carolina                                   | Wade                       | pel·lícula         |
| 1997    | Breast Men                                                | científic investigador     | telefilm           |
| 1998    | Por i fàstic a Las Vegas (Fear and Loathing in Las Vegas) | persona a la carretera     | pel·lícula         |
| 1998    | El contrari del sexe (The Opposite of Sex)                | Sheriff Carl Tippett       | pel·lícula         |
| 1999    | Cookie's Fortune                                          | Manny Hood                 | pel·lícula         |
| 1999    | Penn & Teller's Sin City Spectacular                      | si mateix                  | sèrie de televisió |
| 1999    | Mad About You                                             | Lenny                      | sèrie de televisió |
| 2000    | Dharma and Greg                                           | si mateix                  | sèrie de televisió |
| 2002    | Three Days of Rain                                        | discjòquei                 | pel·lícula         |
| 2002    | Els lletjos també suquen (The New Guy)                    | Bear Harrison              | pel·lícula         |
| 2007    | Brothers & Sisters                                        | si mateix                  | sèrie de televisió |
| 2007    | Walk Hard: The Dewey Cox Story                            | si mateix                  | pel·lícula         |
| 2008    | The Open Road                                             | cambrer de l'Hotel Peabody | pel·lícula         |
| 2010    | Castle                                                    | Agent Westfield            | sèrie de televisió |
| 2013    | Angels Sing                                               | Griffin                    | pel·lícula         |
| 2013-14 | The Bridge                                                | Monte P. Flagman           | sèrie de televisió |
| 2017    | Life in Pieces                                            | Ned Gawler                 | sèrie de televisió |

### Bandes sonores
Lovett ha col·laborat en les bandes sonores de diverses pel·lícules:
- 1989: "Cryin' Shame", a Major League
- 1989: "Cowboy Man", a Per sempre (Always)
- 1992: "Pass Me Not", a Leap of Faith
- 1992: "Stand By Your Man", a Joc de llàgrimes (The Crying Game)
- 1993: "M-O-N-E-Y", a The Firm
- 1994: "Moritat", de Kurt Weill, a Quiz Show
- 1994: "Blue Skies", a With Honors
- 1994: "All My Love Is Gone", a Major League II
- 1995: "You've Got a Friend in Me" amb Randy Newman, a Toy Story
- 1995: "Nobody Knows Me", a Beverly Hills, 90210 (episodi "One Wedding and A Funeral")
- 1997: "(I'm a) Soldier in the Army of the Lord", a The Apostle
- 1998: "Teach Me About Love", a Clay Pigeons
- 1998: "Smile", a Hope Floats
- 1999: "Summer Wind", a For Love of the Game
- 1999: "Walking Tall", a Stuart Little
- 1999: "Ballad of the Snow Leopard and The Tanqueray Cowboy" i "Till It Shines", a Mumford
- 2000: "You've Been So Good Up to Now" (1992), "She's Already Made Up Her Mind" (1992) i "Ain't It Something" (1994), a Dr. T & the Women
- 2001: "Nobody Knows Me", a 61*
- 2001: "She Makes Me Feel Good" and "The Blues Walk", a All Over the Guy
- 2005: "Old Friend", a Deadwood (episodi "Bullock Returns to the Camp")
- 2005: "Amazing Grace", a The Exonerated
- 2005: "If I Had a Boat", a The Interpreter
- 2007: "Walk Hard", a Walk Hard: The Dewey Cox Story
- 2009: "I Will Rise Up", a True Blood (episodi "I Will Rise Up")
- 2014: The Bridge
- 2014: "If I Had A Boat", a Still Alice

## Guardons
Premis
- 1997: Grammy al millor àlbum de country

Nominacions
- 2004: Grammy al millor àlbum de country